# Giro della Provincia di Biella
Il Giro della Provincia di Biella è una corsa in linea maschile di ciclismo su strada che si svolge in provincia di Biella, in Piemonte. Nato dalle ceneri del Trofeo Torino-Biella (ora associato alla prova), dal 1997 al 2004 è stato riservato agli Juniores, per poi divenire corsa per Elite/Under-23.

## Albo d'oro
Aggiornato all'edizione 2025.
| Anno      | Vincitore                                        | Secondo                                          | Terzo                                            |
| --------- | ------------------------------------------------ | ------------------------------------------------ | ------------------------------------------------ |
| 1997      | Fabio Balzi                                      | Emanuele Lupi                                    | Matteo Panzeri                                   |
| 1998      | Isidoro Colombo                                  | Gianluca Tonetti                                 | Igor Pugaci                                      |
| 1999      | Alessandro Romio                                 | Mirko Marini                                     | Cristian Gobbi                                   |
| 2000      | Mychajlo Chalilov                                | Dmitri Dementiev                                 | Davide Griso                                     |
| 2001      | Massimiliano Martella                            | Federico Berta                                   | Denis Bondarenko                                 |
| 2002      | Luca Solari                                      | Ezio Casagrande                                  | Dean Podgornik                                   |
| 2003      | Federico Berta                                   | Sergio Ghisalberti                               | Roman Radchenko                                  |
| 2004      | Marco Osella                                     | Aleksandr Efimkin                                | Drasutis Stundzia                                |
| 2005      | Denis Shkarpeta                                  | Aleksandr Efimkin                                | Ruslan Hryščenko                                 |
| 2006      | Devid Garbelli                                   | Ashley Humbert                                   | Alessandro Raisoni                               |
| 2007      | Giuseppe De Maria                                | Vitalij Buc                                      | Marco Cattaneo                                   |
| 2008      | Diego Ulissi                                     | Alessandro Colo                                  | Daniele Ratto                                    |
| 2009      | Alessandro De Marchi                             | Manuele Caddeo                                   | Mattia Barabesi                                  |
| 2010      | Riccardo Picchetta                               | Maurizio Gorato                                  | Axel Domont                                      |
| 2011      | Davide Busuito                                   | Jure Miskulin                                    | Andrea Rivetto                                   |
| 2012      | Niccolò Pacinotti                                | Oliviero Troia                                   | Alberto Marengo                                  |
| 2013      | David Per                                        | Lorenzo Rota                                     | Matic Šafarič Kolar                              |
| 2014      | Yuri Colonna                                     | Giovanni Pedretti                                | Marco Galimberti                                 |
| 2015      | Edward Ravasi                                    | Nicolò Lavazza                                   | Davide Pacchiardo                                |
| 2016      | Edward Ravasi                                    | Seid Lizde                                       | Leonardo Basso                                   |
| 2017      | Luca Raggio                                      | Antonio Zullo                                    | Aurélien Paret-Peintre                           |
| 2018      | Andrea Toniatti                                  | Umberto Marengo                                  | Marco Murgano                                    |
| 2019      | Yuri Colonna                                     | Simone Piccolo                                   | Jeremy Montauban                                 |
| 2020-2021 | non disputata a causa della pandemia di COVID-19 | non disputata a causa della pandemia di COVID-19 | non disputata a causa della pandemia di COVID-19 |
| 2022      | Bastien Tronchon                                 | Francesco Busatto                                | Federico Guzzo                                   |
| 2023      | Egor Igošev                                      | Jordan Labrosse                                  | Nicolas Breuillard                               |
| 2024      | Florian Samuel Kajamini                          | Edoardo Zamperini                                | Simone Raccani                                   |
| 2025      | Kasper Andersen                                  | Filippo Turconi                                  | Antoine Raugel                                   |

## Statistiche

### Vittorie per nazione
Aggiornato al 2025
| Pos. | Nazione    | Vittorie |
| ---- | ---------- | -------- |
| 1    | Italia     | 20       |
| 2    | Francia    | 1        |
| 2    | Slovenia   | 1        |
| 2    | Ucraina    | 1        |
| 2    | Uzbekistan | 1        |
| 2    | Russia     | 1        |
| 2    | Danimarca  | 1        |